# 卡尔基努斯
卡尔基努斯，古希腊悲剧诗人之一，曾受到阿里斯多芬的嘲弄。他的孙子也为公元前4世纪的悲剧诗人，他曾效劳于叙拉古君主狄奥尼西乌斯二世的宫廷。